# Blood of Kingu
Blood of Kingu — український блек проєкт заснований фронтменом «Hate Forest» Романом Саєнком 2005 року як сайд.

## Літопис
Назва походить з шумеро-аккадської міфології згідно з котрою людство було створено з крові Кінгу, сина Тіамат. Алегорично «Рід людський». 2007-го після дебютника «De Occulta Philosophia» до проєкту, початково заснованого Саєнком, приєднуються Благіх, Кречет та Синицький. За три роки з'являється черговий альбом «Sun in the House of the Scorpion», 2010-го, під час запису котрого приєднався Владислав Петров, «Dark Star on the Right Horn of the Crescent Moon». У проєкті, для котрого характерні фонові спіритичні речитативи, переважає низький гроул, за темпом швидкі бласти змінюються мелодійними ділянками, в окремих творах присутні елементи дезу.

## Склад
- Роман Саєнко — вокал, гітара, клавішні
- Роман «Thurios» Благих — гітара
- Кречет — бас
- Владислав «Влад» Петров — клавішні (від 2014-го)
- Юрій Синицький — ударні

## Дискографія
- De Occulta Philosophia (2007)
- Sun in the House of the Scorpion (2010)
- Dark Star on the Right Horn of the Crescent Moon (2014)